# スタアの恋
『スタアの恋』（スタアのこい）は、2001年10月11日から12月20日まで、フジテレビ系「木曜劇場」枠で毎週木曜日 22:00 - 22:54（JST）に放送された連続ドラマ。主演は藤原紀香と草彅剛。全11話。
運命と椅子がドラマのテーマ。大物スタアと至極普通のサラリーマンの恋愛が軽快なコメディタッチで描かれる、ハートウォーミングなラブロマンスストーリー。

## キャスト
桐島ヒカル子〈30〉
演 - 藤原紀香
国民的人気を誇る大女優。ロケ先で偶然草介と出会う。彼のジャケットを借りたまま持ってきてしまったことで草介を知るようになる。
プライベートでは恋の噂が跡を絶たないが、恋愛に対しては一途な面も。現在は有名俳優と恋愛中。
中田草介〈27〉
演 - 草彅剛
田舎から上京し、貧乏ながらも普通に生活を送る。お人よしで、イヤなことでも断れない。田舎の彼女と遠距離恋愛中。
ヒカル子と出会い彼女の誕生会に招待されることで、日本一有名なサラリーマンになる。職業柄、ハムに非常に詳しい。
小金井明〈37〉
演 - 勝村政信
課長で要領のいいタイプで早くに出世した。少々理屈っぽい性格。離婚経験あり。芸能オタクで実はヒカル子のファン。
牛山護〈35〉
演 - 古田新太
精力的に仕事をこなす体育会系の体質。独身だが結婚に対しては否定的。キャバクラや風俗が好き。
日向麗子〈21〉
演 - 安西ひろこ
若手女優。現代っ子ですぐ男についていってしまう。よくも悪くも素直な性格。
小泉つぼみ〈23〉
演 - 長谷川京子
駒田志郎
演 - 小木茂光
高瀬美奈
演 - 佐藤仁美
長井友子〈30〉
演 - 唐木恵子
阿野妙子〈20〉
演 - 北川弘美
小金井千花
演 - 菅野莉央
白河監督
演 - 北見敏之
能見彦吉
演 - 高松英郎
坂田
演 - 近藤公園
ストーカー
次屋律子
演 - 石川真希
須田綾
演 - 石田香奈
雨宮満
演 - 岸田健作
矢島直樹
演 - 長岡尚彦
桜井了
演 - 青木伸輔
田辺愛
演 - 木下統耶子
竜崎慎
演 - 甲本雅裕
結城一
演 - 入江雅人
赤川冴子
演 - キムラ緑子
玉川五郎
演 - 浅野和之
金田中虎夫
演 - 森本レオ
市川の父
演 - 佐々木勝彦
市川の母
演 - 銀粉蝶
三枝英二〈37〉
演 - 宇梶剛士
瀧川翠〈42〉
演 - 戸田恵子
ヒカル子の元マネージャーで、現在はオフィスクラウディア社長。事務所の宝・ヒカル子を寛大に育てている。
次屋吉太郎〈39〉
演 - 筧利夫
草介の先輩社員。10年前に結婚し、今はマイホームパパ。結婚は人生の墓場だと思っている。

### ゲスト
土方翔
演 - 伊原剛志（第1話・2話）
市川隆太郎
演 - 東幹久（第10話・最終話）
幸田伊織
演 - 香取慎吾（最終話）

## スタッフ
- 脚本：中園ミホ、橋部敦子
- 企画：石原隆（フジテレビ）
- プロデュース：岩田祐二（共同テレビ）、牧野正（フジテレビ）
- 演出：鈴木雅之（フジテレビ）、村上正典（共同テレビ）、徳市敏之（アズバーズ）
- 音楽：服部隆之
- 制作：フジテレビ、共同テレビ

## 主題歌
- globe「Stop! In the Name of Love」
  - 作詞・作曲：E.Holland, L.Dozier, B.Holland　編曲：小室哲哉
  - ザ・スプリームスのカバー曲。ドラマ化するにあたって、原曲のゆっくりしたテンポの楽曲を小室哲哉がエレクトロニックなダンスサウンドにアレンジした。
  - ドラマのオープニングとエンディングで流れていた音源は、CD化されたアレンジとは異なるドラマのみの音源。（サウンドトラック未収録）

## 放送日程
| 各話                                                       | 放送日   | サブタイトル     | 脚本     | 演出     | 視聴率 | 備考                                               |
| ---------------------------------------------------------- | -------- | ---------------- | -------- | -------- | ------ | -------------------------------------------------- |
| 第1話                                                      | 10月11日 | 彼女が寝てる間に | 中園ミホ | 鈴木雅之 | 14.8%  | 15分拡大                                           |
| 第2話                                                      | 10月18日 | 夢のようなデート | 中園ミホ | 鈴木雅之 | 14.5%  |                                                    |
| 第3話                                                      | 10月25日 | ホテルで二人きり | 中園ミホ | 村上正典 | 12.3%  | 日本シリーズ第5戦中継の放送時間延長で100分繰り下げ |
| 第4話                                                      | 11月01日 | 悲しいウソ       | 中園ミホ | 村上正典 | 13.6%  |                                                    |
| 第5話                                                      | 11月08日 | 帰れないふたり   | 橋部敦子 | 鈴木雅之 | 12.8%  |                                                    |
| 第6話                                                      | 11月15日 | 二人が射とめた物 | 中園ミホ | 村上正典 | 12.2%  |                                                    |
| 第7話                                                      | 11月22日 | 突然の告白       | 橋部敦子 | 徳市敏之 | 12.5%  |                                                    |
| 第8話                                                      | 11月29日 | スタア、ふられる | 中園ミホ | 村上正典 | 15.3%  |                                                    |
| 第9話                                                      | 12月06日 | サヨナラ         | 橋部敦子 | 鈴木雅之 | 14.6%  | FNS歌謡祭のため、30分遅れ                          |
| 第10話                                                     | 12月13日 | 運命のプロポーズ | 中園ミホ | 村上正典 | 14.5%  |                                                    |
| 最終話                                                     | 12月20日 | 永遠のキス       | 中園ミホ | 鈴木雅之 | 14.4%  | 15分拡大                                           |
| 平均視聴率 13.8%（視聴率は関東地区・ビデオリサーチ社調べ） |          |                  |          |          |        |                                                    |

## 受賞
- 第31回ザテレビジョンドラマアカデミー賞[2][3]
  - 主演女優賞（藤原紀香）
  - ベストドレッサー賞（藤原紀香）

## その他
最終回にはヒカル子の婚約者役に東幹久、『やまとなでしこ』を書いた中園ミホつながりなのか御曹司役だった。また、ヒカル子の自伝の執筆をする編集者役として香取慎吾も登場した。
2007年2月26日放送の「SMAP×SMAP」において、「BISTRO SMAP」ゲストとして登場した藤原紀香とのトークで、香取が藤原紀香と陣内智則との結婚報道を見て、「『スタアの恋』を思い出しました」と言ったところ、藤原本人も笑いながら「（陣内）本人もそう言ってました」との発言をした。

## 関連商品
- スタアの恋 DVD-BOX（2002年4月25日発売） 4枚組。単巻でも発売されている。
- スタアの恋 オリジナルサウンドトラック（2001年11月21日発売）
- シングル Stop! In the Name of Love / globe（2001年11月14日発売）
- アルバム Lights / globe（2002年2月6日発売 / Stop! In the Name of Love - Album Version - 収録）
- アルバム globe decade -single history 1995-2004- / globe（2005年2月21日発売 / Stop! In the Name of Love（single version）収録）
- アルバム avex ARCHIVES COMPLETE BEST globe vol.1 / globe（2007年4月13日発売 / Stop! In the Name of Love（single version）収録）
- アルバム 15YEARS -BEST HIT SELECTION- / globe（2010年9月29日発売 / シングル Stop! In the Name of Love（album version）収録